# Phare de Shillay
Le phare de Shillay (en gaélique écossais : Siolaigh) est un phare qui se trouve sur Shillay, une île de l'archipel inhabité des Îles Monach (Hébrides extérieures) au nord-ouest des Highlands en Écosse.
Ce phare est géré par le Northern Lighthouse Board (NLB) à Édimbourg,l'organisation de l'aide maritime des côtes de l'Écosse.

## Le phare
Le phare a été conçu par les ingénieurs civils écossais David Stevenson et Thomas Stevenson en 1864. Il a été utilisé jusqu'à ce qu'il soit fermé pendant la seconde guerre mondiale en 1942 et non rallumé en 1948 après la fin des hostilités.
Après la catastrophe du navire pétrolier Braer en 1993 dans les Shetland, la nécessité d'une nouvelle lumière pour marquer le passage en eau profonde à l'ouest des Hébrides a été recommandée. Une nouvelle lumière automatisée sur une tourelle en aluminium de 5,5 m a été réinstallée en 1997 sur la côte du sud-est de l'île, à environ 250 m de l'ancien phare. Cependant elle s'est avérée insuffisante et en 2005 le NLB a décidé qu'il était moins cher de réutiliser le phare original que d'augmenter la hauteur de la nouvelle lumière.
Le 25 juillet 2008, le vieux phare a été rénové et remis en service. C'est une tour cylindrique en brique non peinte de 41 m de haut, avec galerie et lanterne, attenante à une maison de gardien de deux étages. La station n'est accessible que seulement par bateau.
La lentille de Fresnel a été enlevée en 1997 et est exposée au Musée de Phares écossais de Fraserburgh, au phare de Kinnaird Head. Le mécanisme d'horlogerie original de rotation d'horloge a été enlevé en 2008 pour être exposé avec la lentille après restauration.

### Lien connexe
- Liste des phares en Écosse